# Montaut (Ariège)
Montaut è un comune francese di 694 abitanti situato nel dipartimento dell'Ariège nella regione dell'Occitania.

## Società

### Evoluzione demografica
Abitanti censiti